# Johann Amadeus Wendt
Johann Amadeus Wendt, född den 29 september 1783 i Leipzig, död den 15 december 1836 i Göttingen, var en tysk estetiker.
Wendt blev professor i filosofi 1810 vid Leipzigs och senare vid Göttingens universitet. Han gjorde sig känd bland annat genom arbetena Rossinis Leben und Treiben (1824), Über die Hauptperioden der schönen Kunst (1831; svensk översättning "Betraktelser öfver den sköna konstens hufwudperioder" 1835) samt en bearbetning av Tennemanns berömda Grundriss der Geschiche der Philosophie ("Grunddragen af filosofiens historia" 1839).